# Mankivka (huyện)
Huyện Mankivka (tiếng Ukraina: Маньківський район, chuyển tự: Mankivkas’kyi raion) là một huyện của tỉnh Cherkasy thuộc Ukraina. Huyện Mankivka có diện tích 765 km², dân số theo điều tra dân số ngày 5 tháng 12 năm 2001 là 33112 người với mật độ 43 người/km2. Trung tâm huyện nằm ở Mankivka.